# 1990 год в компьютерных играх

## Выпуски игр
- 12 февраля Nintendo выпускает на американский рынок игру Super Mario Bros. 3, проданную в количестве более 17 миллионов копий.
- 12 июля Nintendo of America издаёт на территории Северной Америки игру для NES Final Fantasy, положившую начало одноимённой игровой серии компании Square.
- В октябре студия Lucasfilm Games выпускает квест The Secret of Monkey Island, положивший начало серии игр о приключениях Гайбраша Трипвуда.
- 21 ноября Nintendo выпускает в Японии Super Mario World и F-Zero — игры, входящие в комплект с новой приставкой Super Famicom. Super Mario World представила игрокам нового персонажа — динозаврика Йоши, позднее фигурировавшего в ряде игр серии Марио.
- 14 декабря студия id Software выпускает Commander Keen: Marooned on Mars, первую часть эпической серии игр, распространявшихся по принципу shareware.
- выходит 1 часть King’s Bounty, на основе которой в дальнейшем вышла одноимённая серия и серия Heroes of Might and Magic.

## Технологии
- NEC выпускает портативную игровую консоль TurboExpress.
- Nintendo выпускает на японский рынок 16-разрядную приставку Super Famicom.
- 30 ноября начинаются продажи Sega Mega Drive в Европе.
- Amstrad прекращает выпуск ZX Spectrum, тем самым формально завершив доминирование этой платформы на британском рынке домашних компьютеров.
- Amstrad выпускает на европейский рынок игровую приставку GX4000, ставшую одним из крупнейших провалов в истории игровых систем.
- В декабре на европейском рынке Commodore выпускает C64 Games System — Commodore 64 в форме игровой приставки. Этот проект также оказался провальным.

## Индустрия
- Образованы новые компании: Eidos plc, Team17 Software Limited, Natsume Co., Ltd.

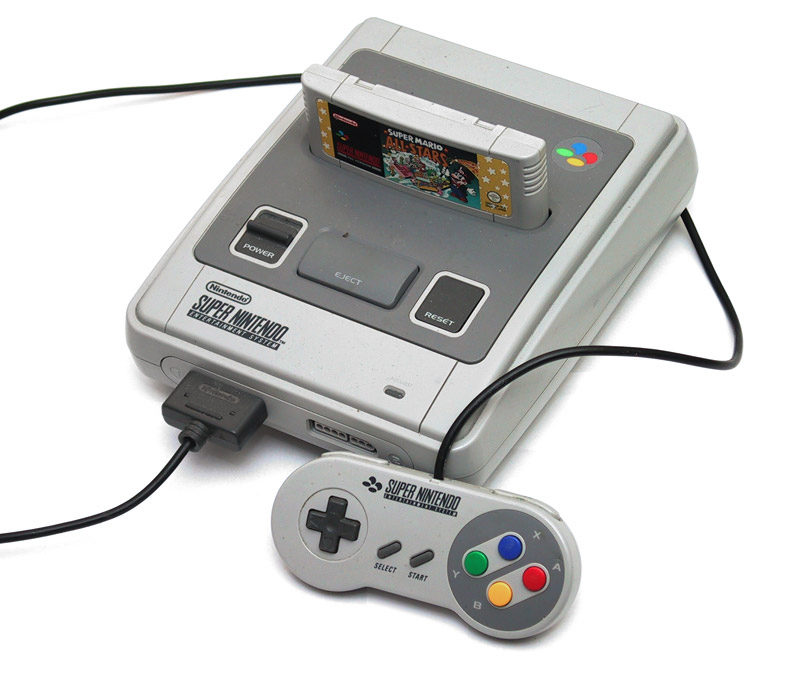
SNES
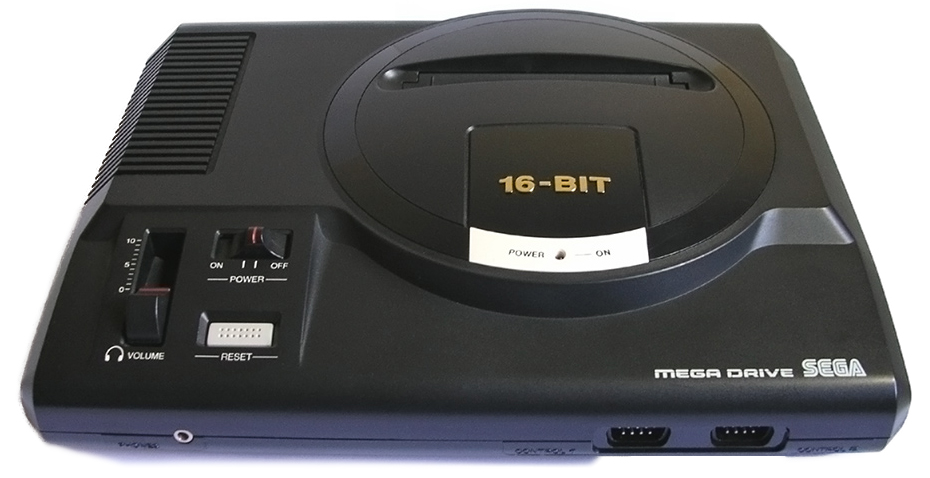
Sega Mega Drive
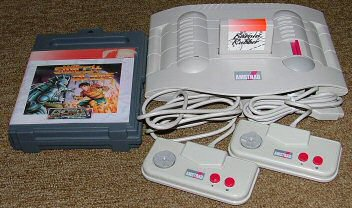
Amstrad GX4000
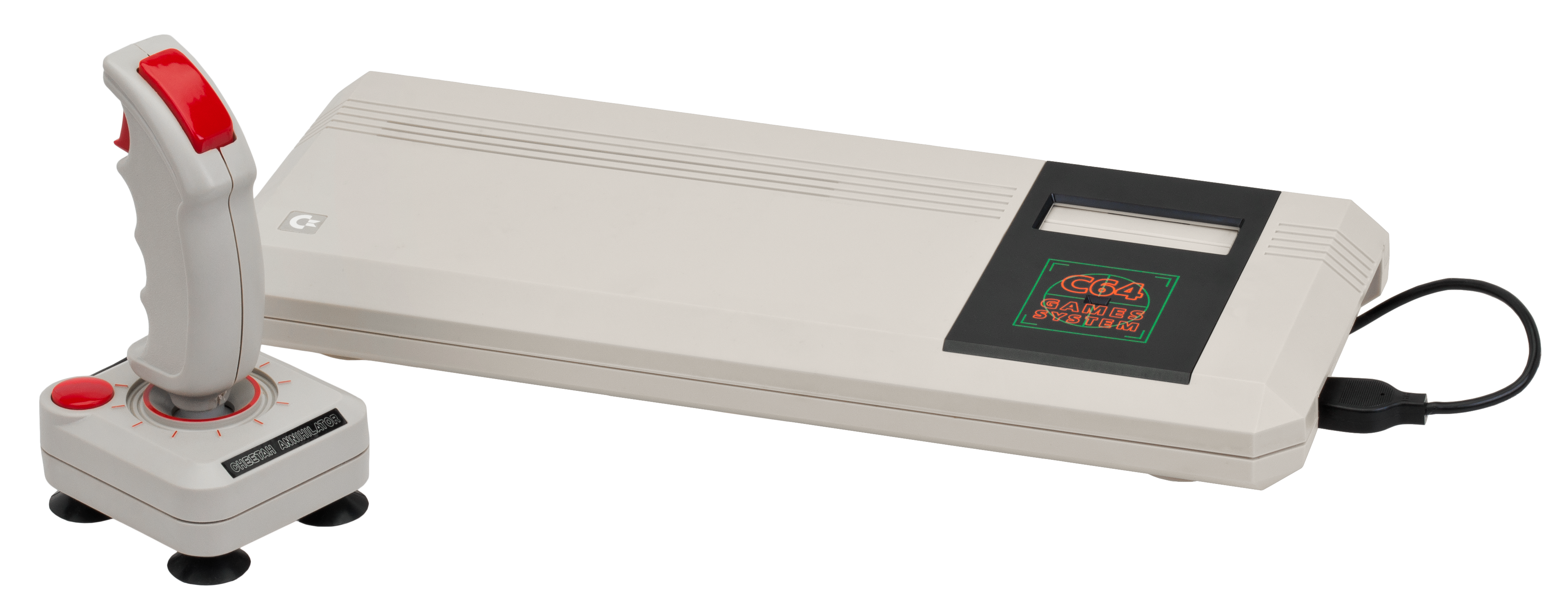
C64GS